# Марсель Штерн
Марсель Штерн (9 січня 1922 — 16 квітня 2002) — швейцарський яхтсмен.
Срібний призер Олімпійських Ігор 1968 року в класі 5,5 метра, учасник Олімпійських ігор 1948, та 1952 років.